# Bodedia minor
Bodedia minor är en stekelart som beskrevs av André Seyrig 1952. Bodedia minor ingår i släktet Bodedia och familjen brokparasitsteklar. Inga underarter finns listade.